# NRL 2000
Die NRL 2000 war die dritte Saison der National Rugby League, der australisch-neuseeländischen Rugby-League-Meisterschaft. In der dritten Saison wurde die Anzahl der Teams weiter reduziert von 17 auf 14, da die South Sydney Rabbitohs nicht am Spielbetrieb teilnahmen, die Balmain Tigers mit den Western Suburbs Magpies zu den Wests Tigers fusioniert waren und die Manly-Warringah Sea Eagles mit den North Sydney Bears zu den Northern Eagles fusioniert waren. Den ersten Tabellenplatz nach Ende der regulären Saison belegten die Brisbane Broncos, die im Finale 14:6 gegen die Sydney Roosters gewannen und damit zum zweiten Mal die NRL gewannen.

## Tabelle
Siehe NRL 2000/Ergebnisse für eine vollständige Liste aller Ergebnisse der regulären Saison.
|      | Team                          | Spiele | Siege | Unent. | Ndlg. | Spiel- punkte | Diff. | Tabellen- punkte |
| ---- | ----------------------------- | ------ | ----- | ------ | ----- | ------------- | ----- | ---------------- |
| 01.  | Brisbane Broncos              | 26     | 18    | 2      | 6     | 696:388       | + 308 | 38               |
| 02.  | Sydney Roosters               | 26     | 16    | 0      | 10    | 601:520       | + 81  | 32               |
| 03.  | Newcastle Knights             | 26     | 15    | 1      | 10    | 686:532       | + 154 | 31               |
| 04.  | Canberra Raiders              | 26     | 15    | 0      | 11    | 506:479       | + 27  | 30               |
| 05.  | Penrith Panthers              | 26     | 15    | 0      | 11    | 573:562       | + 11  | 30               |
| 06.  | Melbourne Storm               | 26     | 14    | 1      | 11    | 672:529       | + 143 | 29               |
| 07.  | Parramatta Eels               | 26     | 14    | 1      | 11    | 476:456       | + 20  | 29               |
| 08.  | Cronulla-Sutherland Sharks    | 26     | 13    | 0      | 13    | 570:463       | + 107 | 26               |
| 09.  | St. George Illawarra Dragons  | 26     | 12    | 0      | 14    | 576:656       | - 80  | 24               |
| 010. | Wests Tigers                  | 26     | 11    | 2      | 13    | 519:642       | - 123 | 24               |
| 011. | Canterbury-Bankstown Bulldogs | 26     | 10    | 1      | 15    | 469:553       | - 84  | 21               |
| 012. | Northern Eagles               | 26     | 9     | 0      | 17    | 476:628       | - 152 | 18               |
| 013. | Auckland Warriors             | 26     | 8     | 2      | 16    | 426:662       | - 236 | 18               |
| 014. | North Queensland Cowboys      | 26     | 7     | 0      | 19    | 436:612       | - 176 | 12*              |

* North Queensland wurden zwei Punkte abgezogen, weil sie während eines Spiels die Auswechselregeln verletzten.

## Tabellenverlauf
|                               | 1 | 2 | 3 | 4 | 5 | 6  | 7  | 8  | 9  | 10 | 11 | 12 | 13 | 14 | 15 | 16 | 17 | 18 | 19 | 20 | 21 | 22 | 23 | 24 | 25 | 26 |
| ----------------------------- | - | - | - | - | - | -- | -- | -- | -- | -- | -- | -- | -- | -- | -- | -- | -- | -- | -- | -- | -- | -- | -- | -- | -- | -- |
| Brisbane Broncos              | 1 | 3 | 5 | 7 | 9 | 11 | 13 | 15 | 15 | 16 | 18 | 18 | 20 | 20 | 22 | 22 | 24 | 24 | 26 | 28 | 30 | 32 | 34 | 36 | 38 | 38 |
| Sydney Roosters               | 2 | 2 | 4 | 4 | 6 | 6  | 8  | 8  | 10 | 10 | 12 | 14 | 16 | 16 | 16 | 18 | 18 | 20 | 22 | 24 | 26 | 26 | 26 | 28 | 30 | 32 |
| Newcastle Knights             | 0 | 2 | 4 | 5 | 5 | 7  | 9  | 9  | 9  | 11 | 11 | 13 | 13 | 13 | 15 | 17 | 19 | 21 | 21 | 23 | 23 | 25 | 25 | 27 | 29 | 31 |
| Canberra Raiders              | 2 | 4 | 6 | 6 | 8 | 8  | 8  | 10 | 10 | 12 | 12 | 12 | 12 | 14 | 16 | 16 | 18 | 20 | 22 | 24 | 24 | 24 | 26 | 26 | 28 | 30 |
| Penrith Panthers              | 2 | 4 | 4 | 6 | 6 | 8  | 8  | 8  | 10 | 10 | 10 | 10 | 10 | 12 | 14 | 16 | 18 | 20 | 22 | 22 | 24 | 24 | 26 | 26 | 28 | 30 |
| Melbourne Storm               | 0 | 0 | 0 | 0 | 2 | 4  | 6  | 6  | 8  | 9  | 11 | 13 | 15 | 15 | 17 | 18 | 19 | 19 | 19 | 21 | 23 | 25 | 25 | 27 | 27 | 29 |
| Parramatta Eels               | 0 | 0 | 2 | 2 | 2 | 4  | 4  | 5  | 7  | 9  | 11 | 11 | 11 | 13 | 15 | 15 | 17 | 19 | 21 | 21 | 21 | 23 | 25 | 27 | 27 | 29 |
| Cronulla-Sutherland Sharks    | 2 | 4 | 4 | 4 | 6 | 8  | 8  | 10 | 10 | 10 | 12 | 12 | 12 | 14 | 14 | 16 | 16 | 18 | 20 | 22 | 22 | 22 | 24 | 24 | 26 | 26 |
| St. George Illawarra Dragons  | 0 | 2 | 2 | 2 | 2 | 2  | 4  | 6  | 8  | 10 | 10 | 12 | 12 | 14 | 14 | 14 | 14 | 16 | 18 | 18 | 20 | 22 | 22 | 22 | 24 | 24 |
| Wests Tigers                  | 1 | 3 | 3 | 5 | 7 | 9  | 9  | 10 | 12 | 14 | 14 | 14 | 16 | 18 | 18 | 20 | 20 | 20 | 20 | 20 | 22 | 24 | 24 | 24 | 24 | 24 |
| Canterbury-Bankstown Bulldogs | 0 | 0 | 2 | 4 | 6 | 6  | 6  | 6  | 8  | 9  | 11 | 11 | 13 | 15 | 15 | 15 | 17 | 17 | 17 | 17 | 17 | 17 | 19 | 21 | 21 | 21 |
| Northern Eagles               | 2 | 2 | 4 | 6 | 6 | 6  | 8  | 8  | 8  | 8  | 8  | 10 | 12 | 12 | 12 | 12 | 14 | 14 | 14 | 14 | 16 | 18 | 18 | 18 | 18 | 18 |
| Auckland Warriors             | 2 | 2 | 2 | 3 | 3 | 3  | 3  | 5  | 5  | 6  | 8  | 10 | 10 | 10 | 12 | 14 | 14 | 14 | 14 | 14 | 14 | 14 | 14 | 16 | 16 | 18 |
| North Queensland Cowboys      | 0 | 0 | 0 | 0 | 0 | 0  | 2  | 4  | 4  | 4  | 4  | 6  | 8  | 8  | 8  | 8  | 8  | 8  | 8  | 10 | 10 | 10 | 12 | 12 | 12 | 12 |

## Playoffs

### Qualifikations/Ausscheidungsplayoffs
| 4. August | Canberra Raiders | 34 : 16 | Penrith Panthers | Bruce Stadium, Canberra Zuschauer: 18.479 Schiedsrichter: Steve Clark |
| 4. August |                  |         |                  | Bruce Stadium, Canberra Zuschauer: 18.479 Schiedsrichter: Steve Clark |

| 5. August | Newcastle Knights | 30 : 16 | Melbourne Storm | Marathon Stadium, Newcastle Zuschauer: 20.597 Schiedsrichter: Tim Mander |
| 5. August |                   |         |                 | Marathon Stadium, Newcastle Zuschauer: 20.597 Schiedsrichter: Tim Mander |

| 5. August | Sydney Roosters | 8 : 32 | Parramatta Eels | Sydney Football Stadium, Sydney Zuschauer: 21.377 Schiedsrichter: Bill Harrigan |
| 5. August |                 |        |                 | Sydney Football Stadium, Sydney Zuschauer: 21.377 Schiedsrichter: Bill Harrigan |

| 6. August | Brisbane Broncos | 34 : 20 | Cronulla-Sutherland Sharks | ANZ Stadium, Brisbane Zuschauer: 25.831 Schiedsrichter: Paul Simpkins |
| 6. August |                  |         |                            | ANZ Stadium, Brisbane Zuschauer: 25.831 Schiedsrichter: Paul Simpkins |

### Viertelfinale
| 12. August | Parramatta Eels | 28 : 10 | Penrith Panthers | Sydney Football Stadium, Sydney Zuschauer: 25.746 Schiedsrichter: Bill Harrigan |
| 12. August |                 |         |                  | Sydney Football Stadium, Sydney Zuschauer: 25.746 Schiedsrichter: Bill Harrigan |

| 13. August | Canberra Raiders | 10 : 38 | Sydney Roosters | Sydney Football Stadium, Sydney Zuschauer: 16.441 Schiedsrichter: Tim Mander |
| 13. August |                  |         |                 | Sydney Football Stadium, Sydney Zuschauer: 16.441 Schiedsrichter: Tim Mander |

### Halbfinale
| 19. August | Newcastle Knights | 20 : 26 | Sydney Roosters | Sydney Football Stadium, Sydney Zuschauer: 33.727 Schiedsrichter: Bill Harrigan |
| 19. August |                   |         |                 | Sydney Football Stadium, Sydney Zuschauer: 33.727 Schiedsrichter: Bill Harrigan |

| 20. August | Brisbane Broncos | 16 : 10 | Parramatta Eels | Stadium Australia, Sydney Zuschauer: 31.087 Schiedsrichter: Tim Mander |
| 20. August |                  |         |                 | Stadium Australia, Sydney Zuschauer: 31.087 Schiedsrichter: Tim Mander |

### Grand Final
| 27. August 2000 | Brisbane Broncos                                                                                          | 14 : 6         | Sydney Roosters                                                 | Stadium Australia, Sydney Zuschauer: 94.277 Schiedsrichter: Bill Harrigan |
| 27. August 2000 | Versuche: Tuqiri 16. erh. Sailor 53. n.erh. Erhöhungen: De Vere (1/2) Straftritte: De Vere (2/3) 12., 27. | (10:2) Bericht | Versuche: Fitzgibbon 71. n.erh. Straftritte: Phillips (1/1) 35. | Stadium Australia, Sydney Zuschauer: 94.277 Schiedsrichter: Bill Harrigan |

| 1                  | Darren Lockyer  |
| 2                  | Lote Tuqiri     |
| 3                  | Tonie Carroll   |
| 4                  | Michael De Vere |
| 5                  | Wendell Sailor  |
| 6                  | Ben Ikin        |
| 7                  | Kevin Walters   |
| 8                  | Shane Webcke    |
| 9                  | Luke Priddis    |
| 10                 | Dane Carlaw     |
| 11                 | Gorden Tallis   |
| 12                 | Brad Thorn      |
| 13                 | Kevin Campion   |
| Auswechselspieler: |                 |
| 14                 | Harvey Howard   |
| 18                 | Ashley Harrison |
| 16                 | Michael Hancock |
| 17                 | Shaun Berrigan  |

| 1                  | Luke Phillips       |
| 2                  | Matt Sing           |
| 3                  | Ryan Cross          |
| 4                  | Shannon Hegarty     |
| 5                  | Anthony Minichiello |
| 6                  | Brad Fittler        |
| 7                  | Adrian Lam          |
| 8                  | Ian Rubin           |
| 9                  | Simon Bonetti       |
| 10                 | Peter Cusack        |
| 11                 | Bryan Fletcher      |
| 12                 | Craig Fitzgibbon    |
| 13                 | Luke Ricketson      |
| Auswechselspieler: |                     |
| 14                 | Dallas Hood         |
| 15                 | David Solomona      |
| 16                 | Shane Rigon         |
| 17                 | Craig Wing          |